# ۳۷۲ (پیش از میلاد)
۳۷۲ (پیش از میلاد) ۳۷۲مین سال قبل از تقویم میلادی است.